# Ken Muggleton
Ken Muggleton war ein britischer Hersteller von Automobilen.

## Unternehmensgeschichte
Ken Muggleton begann 1950 im gleichnamigen Unternehmen mit der Produktion von Automobilen. Der Markenname lautete Kenmar. 1959 endete die Produktion. Eine andere Quelle gilt als Produktionsjahr 1958 an.  Die Monkspath Garage Limited aus Solihull, die bereits zuvor die Fahrzeuge vertrieb, übernahm die Produktion und setzte sie unter dem Markennamen Shirley fort.  Insgesamt entstanden etwa 200 Exemplare beider Markennamen.

## Fahrzeuge
Die Fahrzeuge basierten auf Fahrgestellen von Ford of Britain. Dabei handelte es sich um die Modelle Ford Eight und Ford Ten. Ein Vierzylindermotor trieb die Fahrzeuge an. Zur Wahl standen zwei- und viersitzige Aufbauten. Die Karosserien bestanden aus Fiberglas.